# USS Collett (DD-730)
O USS Collett (DD-730) foi um destroyer norte-americano que serviu durante a Segunda Guerra Mundial e na Guerra da Coreia a Marinha dos Estados Unidos. Serviu também a Armada Argentina participando da Guerra das Malvinas.

## Marinha dos Estados Unidos
O Collett recebeu seis estrelas da batalha por relevantes serviços na Segunda Guerra Mundial serviço, além da Comenda Unidade da Marinha e outras seis estrelas de batalha por sua atuação na Guerra da Coreia.

### Comandantes
| Comandante                 | Data                   |
| -------------------------- | ---------------------- |
| Cdr. James Dahlman Collett | 16 de Maio de 1944 -?? |

## Marinha da Argentina

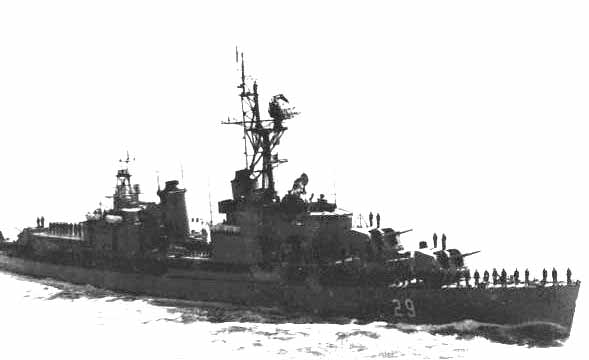
ARA Piedra Buena (D-29)

Adquirido pela Argentina, em 1974, inicialmente como navio a ser desmontado para aproveitamento de peças e equipamentos, foi remodelado e comissionado em 17 de maio de 1977 na Armada Argentina.
Participou da Guerra das Malvinas, e teve importante papel no afundamento do Cruzador General Belgrano.
Foi descomissionado em 18 de fevereiro de 1985. Serviu de alvo e naufragou, em exercício de ataque com mísseis por parte do ARA Espora (P-41).